# Kit Kat
KitKat es una chocolatina consistente en una galleta o barquillo de chocolate con leche, creada por primera vez por la compañía Rowntree Limited en York (Inglaterra, Reino Unido) en 1935. Tras la compra de Rowntree por parte de la multinacional Nestlé en 1988, esta empresa comercializa Kit Kat en la gran mayoría de países salvo en Estados Unidos, donde es comercializada al oeste por Hershey´s y al este por Nabisco.
El alimento consiste en un paquete con cuatro barritas, compuestas por un barquillo de galleta llamado oblea cubierto por una capa de chocolate, y de forma que cada barrita pueda ser consumida de uno o dos bocados. Cada pack compuesto por cuatro barritas (45 gr) contiene 234 calorías. Además del tradicional, se han comercializado diferentes versiones con el paso del tiempo.

## Historia

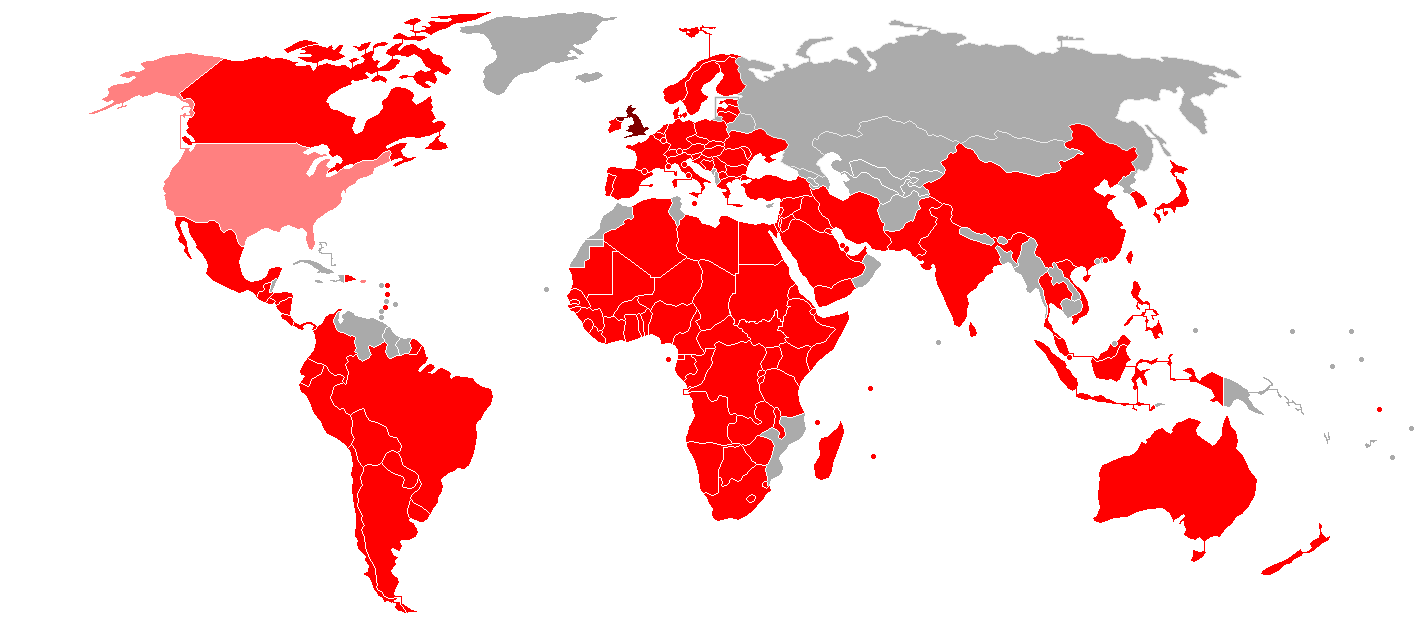
Países donde se comercializa el producto

La versión original de Kit Kat fue desarrollada por un trabajador de la compañía Rowntree, sobre la base de una sugerencia para desarrollar un snack que cualquiera pudiera llevar al trabajo. El producto fue lanzado en 1935 al precio de un penique en Reino Unido en su versión de cuatro barritas, mientras que la de dos se lanzó en 1936. Durante los primeros años el alimento se llamó Rowntree's Chocolate Crisp, que pasó a ser Kit Kat Chocolate Crisp en 1937 y, finalmente, Kit Kat después de la Segunda Guerra Mundial.
El Kit Kat tradicional consiste en cuatro barritas de 1 centímetro de grosor por 12 cm. La versión llamada Kit Kat Chunky, conocida en Estados Unidos como Big Kat, es una barra de 2.5 cm de grosor que comenzó a comercializarse en 1999. El número de barritas de cada paquete varía según el tipo de mercado, al igual que las diferentes versiones y sabores.
En 1988 Nestlé compró la compañía y decidió lanzar Kit Kat a otros mercados internacionales. El producto se comercializa en Argentina, Reino Unido, España, Estados Unidos (por Hershey's al oeste y Nabisco al este), Canadá, Europa, Australia, Nueva Zelanda, Uruguay, Japón, China, Ecuador, Malasia, Paraguay, Perú, Puerto Rico, Turquía, India, Sudamérica, Sudáfrica, Chile, Venezuela entre otras regiones y países.
En Argentina se comercializa desde 2015.

## Repercusión
En el Reino Unido Kit Kat es una de las marcas principales en cuanto a barritas de chocolate, al igual que en Estados Unidos y Canadá. En Japón la chocolatina también ha ganado popularidad y es el mercado en el que más sabores se han lanzado, algunos de ellos tan poco usuales como plátano, melón, vainilla, té verde o incluso judía azuki entre otros, además de ediciones de lujo y diverso merchandising.
En los últimos años Nestlé ha lanzado versiones de Kit Kat con nuevos sabores en los mercados donde la competencia era más dura, incluido Reino Unido donde Cadburys había ganado terreno. El éxito de cada nuevo sabor fue muy dispar, y aunque algunos fueron un éxito y tuvieron una versión permanente (caso del chocolate negro), otros fueron retirados.
Google ha nombrado a su versión 4.4 de Android como Kit Kat en un mutuo acuerdo publicitario y comercial con Nestlé en 2013.

### Controversia
En 2010, varias asociaciones ecologistas como Greenpeace denunciaron que Nestlé utilizaba aceite de palma del distribuidor Sinar Mas, relacionado con la deforestación de las selvas de Indonesia, para sus marcas de chocolatinas como Kit Kat. Meses después, la multinacional suiza cambió de proveedor ante las críticas y movilizaciones de los consumidores.
Desde 2016 Móndelez y Nestlé llevan disputando una guerra de marcas comerciales ante La Oficina de Propiedad Intelectual de la Unión Europea (EUIPO), quien en 2002 le había dado la patente de la marca comercial; sin embargo, en 2016 el Tribunal de la UE desestimó esta patente, debido a que demostraron que en 4 países de la Unión Europea, no se verificó el carácter distintivo de la marca. "En cuatro países, Bélgica, Irlanda, Grecia y Portugal no habría quedado probado".
El TJUE confirmó en su fallo el análisis del tribunal europeo de primera instancia, "ya que las pruebas aportadas deben permitir demostrar dicha adquisición en el conjunto" del bloque, y desestimó los recursos tanto de Móndelez como de Nestlé y la oficina de marcas europea.
Actualmente tanto Nestlé, como Móndelez, siguen comercializando sus productos a la espera de nuevas investigaciones.

## Variedades de Kit Kat

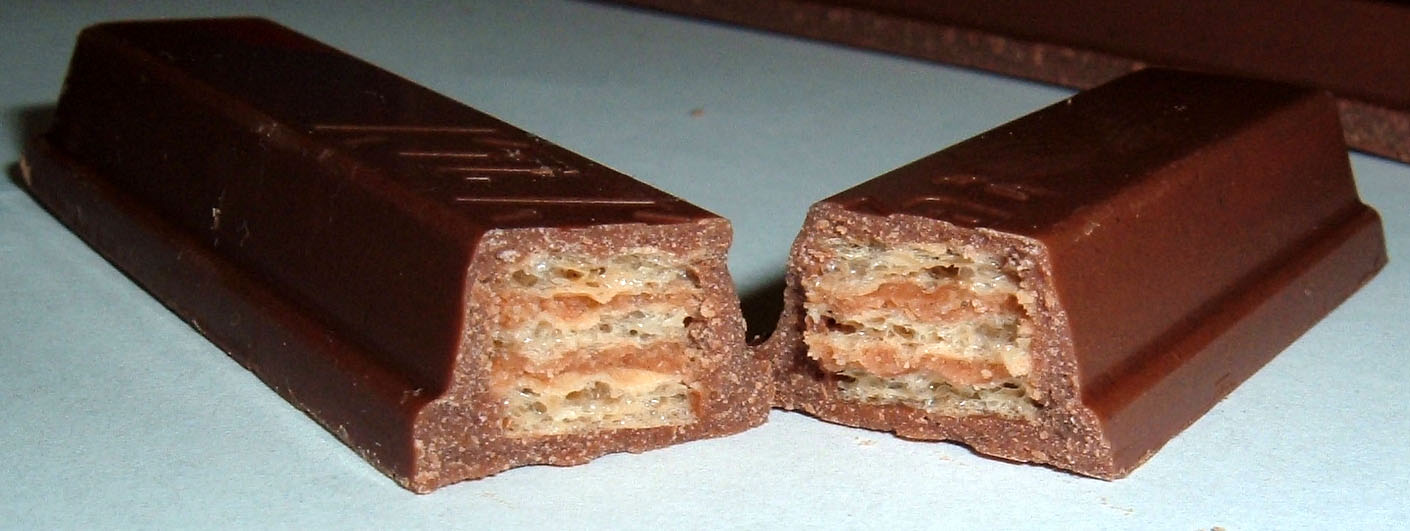
Un Kit Kat Chunky.

- Kit Kat: un pack con cuatro barritas.
- Kit Kat Mini: tamaño mini (dos barritas).
- Kit Kat Dark: chocolate negro.
- Kit Kat White: chocolate blanco.
- Kit Kat Chunky: una barra de mayor tamaño que las originales.[6]

El país con más variedades de Kit Kat es Japón, donde han llegado a comercializarse más de 300 modelos distintos. Algunos de los sabores que se venden en el país asiático son: té verde, melón con queso mascarpone, papas a las brasas, cerezo en flor, soja, pastel de queso con arándanos, brandy y naranja, frijoles rojos, semilla de albaricoque (damasco), chocobanana, queso de frutillas, calabaza, manzana, limón, aloe vera, choclo, vino, zanahoria y wasabi, entre otros.
También hay ediciones especiales identificadas con algunas ciudades japonesas en particular, llamadas "Local Kit Kat", como las de Tokio, Yokohama, Shizuoka, Kōbe, Hiroshima y Okinawa, entre otras.

## Publicidad y eslogan
El producto tiene diferentes sabores o barritas dependiendo de cada mercado. Desde 1957 la empresa acuñó su eslogan característico "Have a break... have a Kit Kat" (traducido en España como "Tómate un respiro, tómate un Kit Kat"). A pesar de que Nestlé intentó cambiarlo, la popularidad del mismo hizo que la compañía volviese a adoptar el original.
Además, ha habido otro tipo de campañas. Reino Unido colaboró con Channel 4 para una campaña de promoción de Big Brother, introduciendo en los paquetes de Kit Kat "billetes de oro" que permitieran la posibilidad de participar en la edición del concurso, basándose en el cuento "Charlie y la fábrica de chocolate" de Roald Dahl.
En 2013, Kit Kat y Google pactaron una novedosa manera de promoción mutua sin intercambio de dinero. La versión 4.4 del sistema operativo Android pasaría a llamarse "Kit Kat" a cambio de que Nestlé anuncie dicha versión y promocione sorteos de productos de Google Play